# ویلهلم کخ-هوگه
ویلهلم کخ-هوگه (آلمانی: Wilhelm Koch-Hooge؛ ۱۱ فوریه ۱۹۱۶ – ۲ سپتامبر ۲۰۰۴) بازیگر اهل کشور آلمان بود. او از سال ۱۹۵۳ تا ۱۹۸۹ در بیش از نود فیلم ظاهر شد.
از فیلم‌ها یا برنامه‌های تلویزیونی که وی در آن نقش داشته‌است می‌توان به پنج روز، پنج شب، روزی که دنیا را تکان داد و پل اشاره کرد.